# Creatonotos nigrescens
Creatonotos nigrescens là một loài bướm đêm thuộc phân họ Arctiinae, họ Erebidae.